# Жандар и жандарке
Жандар и жандарке (фр. Le gendarme et les gendarmettes) наставак је француске филмскe комедије Жандар и ванземаљци, редитеља Жана Жироа са Лујом де Фином у главној улози. То је последњи из серијала од шест филмова у којем Де Финес глуми жандара Лудовика Кришоа.

## Радња
Коњички официр Лудовик Кришо, његов помоћник Жером Жербер и колеге Берлико и Трикар селе се у нову, савремено опремљену зграду, са рачунарима и факс-уређајима. Неспретни жандари право изненађење доживе кад им стигну четири нове колегинице и праве лепотице - Кристин, Јо, Изабел и Маријан - које се на улицама Сен Тропеа морају обучити за посао у жандармерији. Четири младе лепе жандарке треба да уче од „мајстора", али испада да се много боље суочавају са проблемом него њихови учитељи. Ситуација се додатно закомпликује кад су жандарке киднаповане, једна по једна...

## Занимљивост
Након пуне три деценије снимања популарног филмског серијала о жандарима из Сен Тропеа стигао је 1982. године до свог завршетка. Шести и последњи наставак „Жандар и жандарке" премијерно је приказан у француским биоскопима у октобру 1982, само три месеца пре смрти главног глумца који је преминуо у јануару 1983. од последица срчаног удара.

## Улоге
| Глумац        | Улога                             |
| ------------- | --------------------------------- |
| Луј де Финес  | полицијски наредник Лудовик Кришо |
| Мишел Галабри | заменик Жером Жербер              |
| Мишел Модо    | жандар Жил Берлико                |
| Клод Женсак   | Жозефа Кришо                      |